# Alluyes
 Alluyes  es una población y comuna francesa, en la región de  Centro, departamento de Eure y Loir, en el distrito de Châteaudun y cantón de Bonneval.

## Demografía
| 703 | 720 | 692 | 548 | 577 | 619 |
| Para los censos de 1962 a 1999 la población legal corresponde a la población sin duplicidades (Fuente: INSEE [Consultar]) |     |     |     |     |     |